# Premsa de fruita

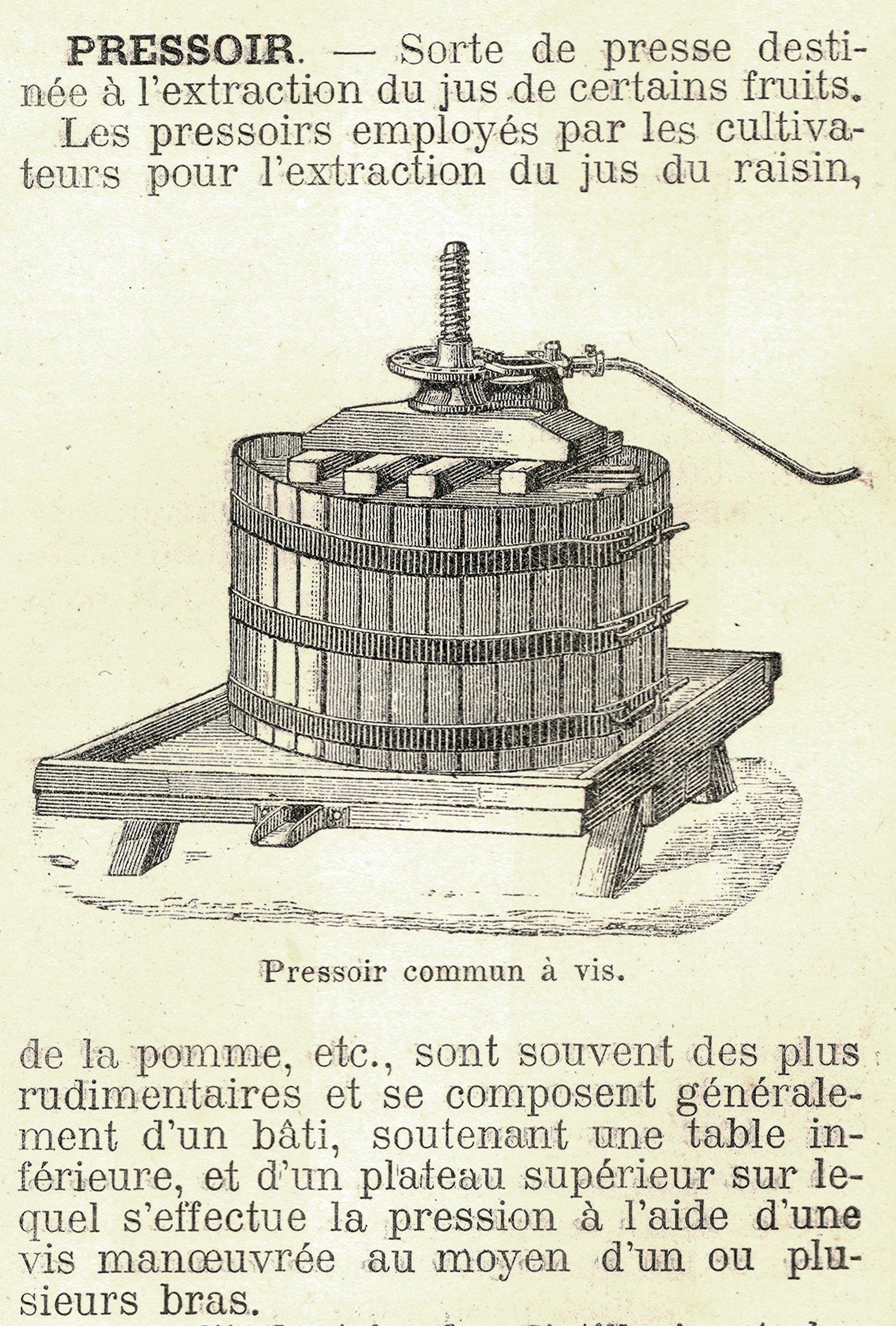
Dictionnaire encyclopédique de l'épicerie et des industries annexes'". Premsa de fruita

Una premsa de fruita és un aparell utilitzat per a la separació de les parts sòlides de les fruites -tiges, closca, llavors i detrits- del suc de fruita.

## Història
Als Estats Units, Madeline Turner va inventar la premsa de fruita Turner-Press, l'any 1916. Se li va concedir la patent dels Estats Units 1.180.959 el 25 d'abril de 1916 i es va exhibir la seva invenció en l'Exposició Panamà-Califòrnia.
Una premsa de sidra s'utilitza per esclafar pomes o peres. A Amèrica del Nord, una vegada filtrat el suc més conegut és el de poma; a Gran Bretanya es coneix com a suc independentment de que es filtri o no (el terme de sidra està reservat per al suc fermentat). Altres productes són el vinagre de sidra, vi de poma (Apfelwein), o la beguda alcohòlica Applejack.
Una premsa de vi és un dispositiu per extreure el suc de raïm com a part del procés de l'elaboració del vi.